# 馬布爾穹丘
60°42′S 45°37′W / 60.700°S 45.617°W
馬布爾穹丘是南極洲的穹丘，位於南奧克尼群島的西格尼島東部，處於博爾赫灣沿岸，在1974年由英國南極名稱諮詢委員會命名。